# Sigitas Tamkevičius
Sigitas Tamkevičius, S.J. (Gudonys, 7 de novembre de 1938) és un cardenal i arquebisbe lituà.

## Biografia
Després d'acabar l'escola secundària a l'Escola Secundària Seirijai, Sigitas va ingressar al seminari de Kaunas (1955). Uns anys de servei militar obligatori a l'exèrcit soviètic van interrompre els seus estudis de teologia, que va reprendre amb posterioritat. Va ser ordenat sacerdot pel bisbe Petras Maželis, bisbe titular de Celenderi i administrador apostòlic de Telšiai el 18 d'abril de a 1962.
Els seus primers anys de ministeri sacerdotal es van realitzar successivament a les parròquies de Alytus, Lazdijai, Kudirkos Naumiestis, Prienai i Simnas. El 1968, Tamkevičius va ingressar a la Companyia de Jesús, la presència a Lituània de la qual era considerada il·legal per la llei soviètica. Malgrat tot, ell continuà el seu servei pastoral a la parròquia.
Tamkevičius va participar en diverses protestes contra les restriccions imposades per l'autoritat soviètica que buscava restringir i controlar la formació sacerdotal oferta al seminari de Kaunas. Com a resultat, les autoritats soviètiques li van prohibir exercir el seu ministeri sacerdotal. Per això, va començar a treballar en una fàbrica i al camp durant un any.
Mentre era vicari a la parròquia de Simnas, Tamkevičius va començar el 1972 la publicació clandestina d'un full informatiu anomenat "Crònica de l'Església Catòlica de Lituània". Molt llegit a Europa occidental perquè oferia bona informació, la publicació va fer públiques nombroses pràctiques de discriminació religiosa comeses a la Lituània soviètica. Per això, l'editor de la publicació clandestina va ser buscat activament per la KGB.
Tamkevičius va ser rector de Kybartai entre 1975 i 1983. Durant aquests mateixos anys, va continuar publicant la Crònica fins a la seva detenció el 1983. El 1978, va fundar amb altres quatre sacerdots lituans el Comitè Catòlic per a la Defensa dels Drets dels Creients.
En 1983 va ser arrestat, acusat d'agitació i propaganda antisoviètica. Sentenciat a deu anys de presó i exili. Després d'una estada al Gulag de Perm i Mordòvia, el 1988 va ser enviat a l'exili a Sibèria. No es va quedar allà per molt temps: quan la perestroika va liberalitzar la política religiosa soviètica, va ser alliberat (1988). El testimoni del seu arrest i detenció va ser publicat en el llibre de José Miguel Cejas "El ball després de la tempesta"
La Conferència Episcopal de Lituània va nomenar director espiritual (1989) i rector (1990) del Seminari Major de Kaunas.
El 1991, Joan Pau II el va nomenar bisbe auxiliar de Kaunas. Va ser consagrat bisbe el 19 de maig de 1991. Cinc anys després, el 4 de maig de 1996 va ser nomenat arquebisbe de Kaunas. Amb gran influència en la Conferència Episcopal de Lituània, ha estat triat diverses vegades president en diferents períodes: 1999-2002, 2005-2008 i reelegit el 2008.
L'11 de juny de 2015, el Papa Francesc va acceptar la seva renúncia i va nomenar a monsenyor Lionginas Virbalas SJ per succeir-ho. L'1 de setembre de 2019 va anunciar que seria creat cardenal (no elector, havent complert els vuitanta anys) en el consistori del 5 d'octubre de el 2019.